# Keiichi Suzuki (łyżwiarz)
Keiichi Suzuki (jap. 鈴木 恵一 Suzuki Keiichi; ur. 10 listopada 1942 na Sachalinie, zm. 21 stycznia 2025 w Tokorozawie) – japoński panczenista, srebrny medalista mistrzostw świata.

## Kariera
Największy sukces w karierze Keiichi Suzuki osiągnął w 1970 roku, kiedy zdobył srebrny medal podczas mistrzostw świata w wieloboju sprinterskim w West Allis. W zawodach tych rozdzielił na podium Walerija Muratowa z ZSRR oraz Norwega Magne Thomassena. Był to jednak jedyny medal wywalczony przez niego na międzynarodowej imprezie tej rangi. W tej samej konkurencji był też między innymi ósmy na rozgrywanych w 1971 roku sprinterskich mistrzostwach świata w Inzell. W 1964 roku wystartował na igrzyskach olimpijskich w Innsbrucku, gdzie jego najlepszym wynikiem było piąte miejsce w biegu na 500 m. Na rozgrywanych cztery lata później igrzyskach w Grenoble na tym samym dystansie był ósmy, a bieg na 1000 m zakończył na 31. pozycji. Brał również udział w igrzyskach olimpijskich w Sapporo w 1972 roku, gdzie w swoim jedynym starcie, biegu na 500 m, zajął dziewiętnaste miejsce. W 1972 roku zakończył karierę.